# Tongenslijpers
De Tongenslijpers is een beeldengroep in de tot de Oost-Vlaamse gemeente Lebbeke behorende plaats Denderbelle, die zich bevindt aan Klein Gent tegenover het voormalig gemeentehuis.

## Voorstelling
Het origineel van de Tongenslijpers betreft een 18e-eeuwse beeldengroep en toont een violist, een kijvende vrouw en een vrouw wier tong tegen een slijpsteen wordt gehouden. Dit zou zijn gemaakt in opdracht van de zoon van een notaris die het slachtoffer werd van achterklap. Het is een parodie op het geroddel. 

## Geschiedenis
De beeldengroep is in particulier bezit en werd jaarlijks tentoongesteld tijdens de kermis totdat daar in 2000 een eind aan kwam. In 2002 werd daarom een nieuwe beeldengroep vervaardigd door Patrick Heuninck en deze staat permanent in de openbare ruimte. 

Oudere afbeelding De tongenslijpers, 1592
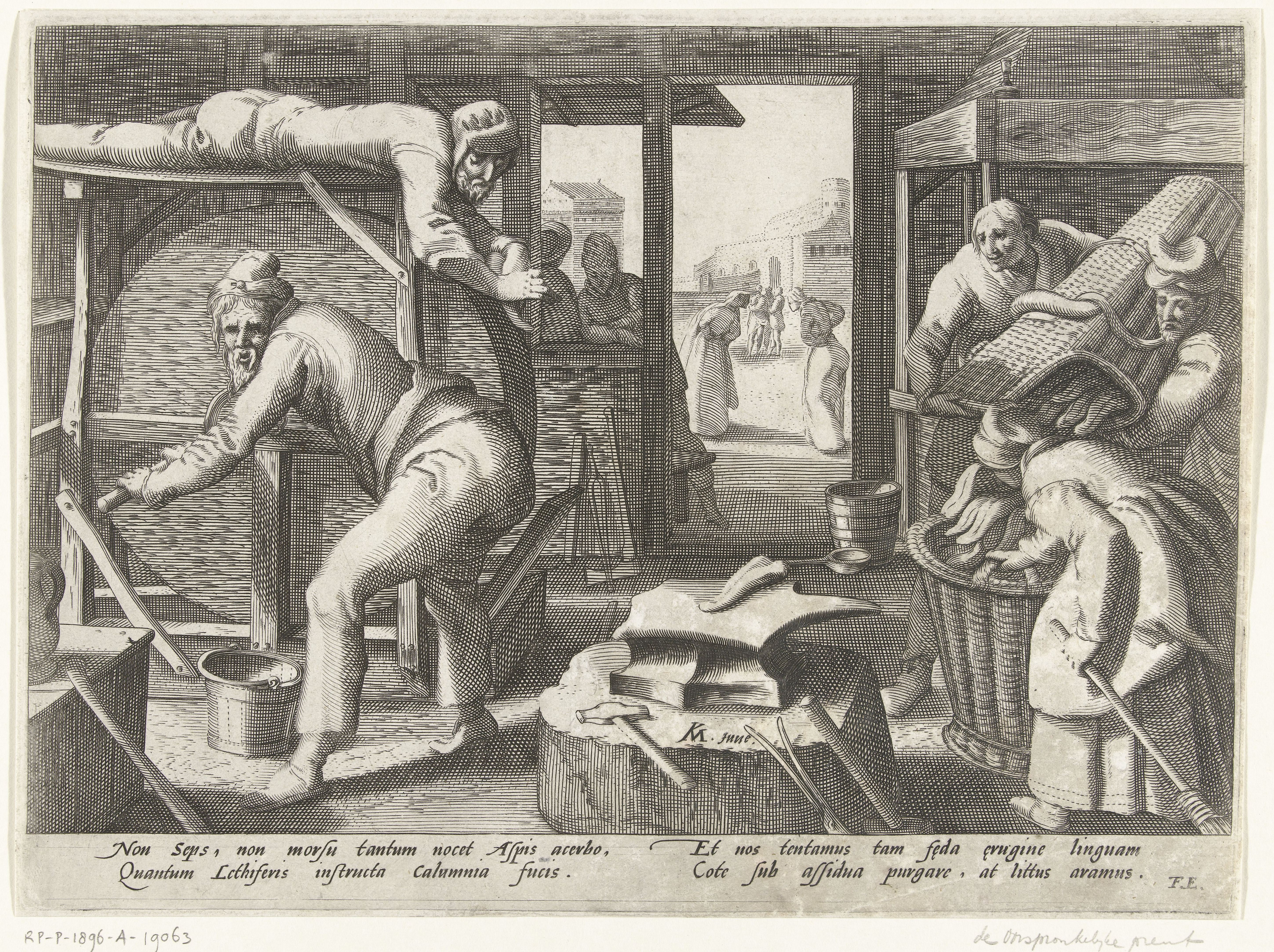
Ontwerp van Karel van Mander uit atelier van Hendrick Goltzius. Links slijpt een man een tong op een slijpsteen, die door een ander gedraaid wordt. Rechts ledigen twee mannen een draagkorf vol tongen in een mand, een vrouw houdt die mand vast. In het midden vooraan een aambeeld met smidsgereedschap. Op het aambeeld ligt een tong. In de achtergrond ziet men door een geopende deur twee kijvende vrouwen.